# Култура
Вижте пояснителната страница за други значения на Култура.
Култура (на латински: cultura, идващо от colo, colere и означаващо възпитание, образование, развитие, приспособяване) е понятие с много нееднозначни дефиниции и поради тази многостранност и многопластовост се подлага трудно на единно определение. Изследователите на културата обикновена я разделят на две основни области – на материална и духовна култура. През 1952 Алфред Крьобер и Клайд Клъкхон съставят списък с над 200 различни дефиниции на култура, като трите основни значения са:
- Изтънчен вкус в областта на изящните изкуства и хуманитарните науки, още известна като висока култура
- Цялостен модел на човешкото познание, вярвания и поведение, зависещ от способността за символно мислене и социално образование
- Комплект от споделени ценности, цели, поведения и практики, който е характерен за дадена организация или група

Обичайно е думата култура в много страни да се употребява за означаване на общественото разслоение. Тя често се използва по отношение на предмети и дейности, предназначени за елитарна употреба, като изискана кухня, изкуство и музика. Понякога това се нарича висока култура за разлика от масовата култура.
Терминът и концепцията за първи път се появяват през 18 век в Европа и означават процес на усъвършенстване. През 19 век значението се променя на подобряването на личността и поведението на един индивид, особено чрез неговото образоване. Съществуват и други значения. През 20 век думата култура става централна идея на антропологията и означава еволюиралата човешка способност за класификация и представяне на опита чрез символи и проявяването на творчески наклонности за които се изисква въображение.
В основни линии под култура се разбира човешка дейност в различните нейни проявления, включително всички форми и способи на човешкото самоизразяване, самопознание и натрупване на навици и умения. Културата е набор от правила, които предписват на човека определено поведение с присъщите преживявания и мисли.

## Етимология и дефиниция на ЮНЕСКО
Според една от теориите думата култура произлиза от латинския корен colere (обитавам, култивирам или почитам) или според друго разбиране от cult и ur (преклонение към светлината). Етимологията на съвременния термин култура има класически произход. Oсновава се на термин, използван от Цицерон в неговите спорове, където пише за „култивиране на духа“ (cultura animi). По този начин с помощта на земеделска метафора, той описва развитието на философската душа, телеологично погледнато като най-високият възможен идеал за развитието на човека. Tази метафора се съдържа в съвременния контекст и означава нещо подобно. Много писатели считат, че културата се отнася до начина, по който човешките същества преодоляват своето оригинално, вродено варварство, и чрез различни хитрости стават истински пълноценни хора.
ЮНЕСКО дава своята дефиниция на култура по следния начин:
„Kултура е множеството от отличителни духовни, материални, интелектуални и емоционални черти на дадено общество или обществена група, тя обхваща освен изкуството и литературата, начина на живот, формите на съжителство, ценностните системи, традициите и вярванията“
В книгата си „Ерос и Kултура“ Зигмунд Фройд я дефинира така:
„...думата култура характеризира цялата сума от успехи и начинания, с които човешкия род се е отдалечил от животинските ни предшественици, и която служи на две цели: за защита на хората от природата и за регулиране на човешките взаимоотношения.“

## Изучаване на културата
Културата е предмет на изучаване от огромен брой академични дисциплини. В числото на основните от тях са културологията, културната антропология, философията на културата и социология на културата. В някои страни основната наука за културата се счита културологията, докато в други антропологията, а в трети изучаването на културата се свежда до изучаване на културата като система.
Общата област на изследване на културните процеси в тези страни е културното изследване (на английски: cultural studies). Културната антропология се занимава с изучаването на многообразието на човешките култури и общества, като една от нейните основни задачи е обяснението на причините за съществуването на това многообразие и влиянието на глобалните икономически и политически процеси върху местните културни реалности. Културологията е сравнително нова област, съвкупност от изследвания на културата като структурна цялост и проявите на закономерност в нейното развитие. В задачите на културологията влиза разбирането на общите характеристики на бита и системния анализ.

## Периоди в историята на културата
Културата е предмет на изучаване на културологията. В съвременната културология се различават няколко основни периода на развитието на културата от историческа гледна точка:
- Култура на първобитното общество – то покрива периода до около 4000 г. пр.н.е.;
- Култура на Древния свят и Античността (IV век пр.н.е. – V век), в този период влизат културата на Древния Изток, Древна Гърция, Древен Рим и други;
- Култура на Средновековието (V—XIV век);
- Култура на Възраждането или Ренесанса (XIV—XVI век);
- Култура на Новото време (XVI—XIX век);
- Култура на Най-новото време (XIX век –);

В културологията Възраждането е самостоятелен период от развитието на културата, докато в историческата наука обикновено се съчетава със Средновековието.

## Класическо понятие за култура
Терминът идва от латинската дума Cultus, което от своя страна произлиза от Colere – дума, означаваща грижа за полето или добитъка. През 13 век терминът се използва за обозначаване на обработен и облагороден парцел земя и три века по-късно променя значението си на действие или състояние, свързано с обработване на земята или отглеждане на животни. Към средата на 16 век терминът придобива метафорично значение. Така или иначе преносният смисъл на думата култура не съществува до 17 век, когато се появява в някои академични текстове.
Епохата на Просвещението (18 век) е времето, когато преносният смисъл на понятието „култивиране на духа“ се налага широко в различни академични области, като например, Dictionnaire de l'Académie Française от 1718 г. И макар в Енциклопедията все още да съществува предимно в ограничен смисъл на обработването на земята, не изключва преносния смисъл, който се появява в статиите, посветени на литература, живопис, философия и наука. С течение на времето, под култура започва да се разбира обучение, или формирането на мисълта и ума. Това означава, че отново става дума за състояние, но този път е състоянието на човешкия ум, а не състоянието или статута на парцелите земя.
Класическото противопоставяне между културата и природата също има своите корени в този период. През 1798 г. в речника е включено определение за култура, което се противопоставя на „естествения дух“. За много от мислителите на епохата, като например Жан-Жак Русо, културата е отличителен белег на човешките същества, което ги поставя в позиция, която ги отличава от другите животни. Културата е набор от умения и знания, натрупани от човечеството в продължение на хилядолетна история. Като универсална характеристика, терминът се използва в единствено число, както е установено във всички общества, независимо от етнос, географско местоположение или исторически момент.

## Култура и цивилизация
Съвременното понятие за култура се формира в края на 18 и началото на 19 век в Западна Европа. Определени автори започват да определят културата като „най-доброто нещо, което е било създадено или казано“ и всичко, което не попада в тази категория се характеризира като хаос и анархия. Това прави културата тясно свързана със социалното развитие, постоянното усъвършенстване и прогреса. На практика за тези автори понятието култура се отнася за най-добрите изделия и продукти в областта на модата, изкуството и класическата музика. По този начин в категорията културни попадат хора, свързани с тези дейности.
В контекста на Просвещението, културата става синоним на цивилизация. Тази дума се появява за първи път през 18 век на френски език и означава усъвършенстване на нравите. Цивилизацията е термин, свързан с идеята за прогреса. Съответно това е състояние на човечеството, в което невежеството е преодоляно и обичаите и социалните отношения са на най-високото си ниво. Цивилизацията не е завършен процес, а е в ход, и включва постепенното подобряване на закони, форми на управление и познания. Тъй като културата също е универсален процес, който включва всички хора, дори най-изостаналите в линията на социалната еволюция, тя се свързва неразривно с цивилизацията. В началото на 19 век са били използвани и двата термина, култура и цивилизация, почти взаимозаменяеми, особено на английски и френски език.
В днешно време са се оформили два вида култура: висока култура и масова култура. Под висока култура обикновено се разбира културата на елита – най-образованите и възпитани хора, а масова се нарича културата за масите, простолюдието. Двете култури използват различни способи и средства и служат на различни цели. Понякога двете култури се отнасят просто до различни видове субкултури.

## Език и култура
Връзката между култура и език е забелязана много отдавана. Така например древните гърци правят разграничение между цивилизованите народи и варварите, т.е. тези, които са говорили неразбираемо и неинтелигентно. Фактът, че различни групи от хора говорят различно, често е приеман за осезаемо доказателство за културни различия за разлика от другите не толкова очевидни културни характеристики.
Германските романтици от 19 век като Йохан Готфрид фон Хердер и Вилхелм фон Хумболт виждат езика не само като една от характеристиките на културата, но и като пряк израз за националния характер на хората и тяхната култура в кондензирана форма. Франц Боас, основателят на американската антропология, подобно на германските си предшественици, разглежда езика на една общност от хора като основен критерий за тяхната обща култура. Той също твърди, че способността да се разбира даден език на дадена група от хора е ключът към разбиране на тяхната култура. Той е първият антрополог, който смята, че е немислимо да се изучава културата на чужди народи, без да се познава техния език. В същото време обаче Боас осъзнава, че език и култура не са взаимно заменяеми и равнозначни. Хора с коренно различни езици могат да има едни и същи културни ценности, докато такива с близки езици може да са много различни в културно отношение. Тези идеи са подобни на идеята за лингвистичен детерминизъм, който гласи, че формата на езика определя мисълта на индивида. Докато Боас отхвърля причинно-следствена връзка между език и култура, някои от неговите интелектуални наследници популяризират идеята, че привичкови модели на говорене и мислене в даден език могат да повлияят на културата на езиковата група.
Всъщност произходът на езика, разбиран като човешката способност за комплексна символична комуникация и произходът на комплексната култура често се смята, че се отделят от един и същ еволюционен процес в началото на човешкото развитие. Еволюционният антрополог Робин Дънбар предполага, че езикът се развива когато първите хора започват да живеят в големи общности, които изискват използването на сложна комуникация, за да се поддържа социална съгласуваност. Език и култура се появяват като средство за използване на символи, за да се изгради социална идентичност и за да се поддържа съгласуваност в рамките на една социална група, защото не може да се разчита повече на начините, използвани преди появата на човека. Тъй като език и култура са по същество символни системи, културните теоретици на 20 век прилагат методите за анализ на езика, разработени в науката лингвистика, да анализират културата. Особено структурната теория на Фердинанд дьо Сосюр, който описва символните системи като състоящи се от знаци (съответствие между дадена форма и нейното значение), се прилага широко в изследването на културата. По този начин може да се твърди, че културата сама по себе си е един вид език. Децата например научават език по същия начин, по който придобиват основните културни норми на обществото, в което растат – чрез взаимодействие с възрастните членове на тяхната културна група.
Хората използват езика като начин на идентифициране с една културна група и разграничаване от другите. Дори сред говорещите един и същи език има разлики между използването му в различните подгрупи в рамките на по-голяма култура. Така например английският език се говори различно в САЩ, Канада, Англия и Австралия, отделно дори и в англоезичните страни има стотици диалекти на английски език, характерни за географски район или субкултура. Различията между отделните разновидности на един и същ език често се състоят в различни произношения, жаргон и лексика, но също така понякога и в различни граматически системи и много често при използването на различни стилове, културата на говоренето му, например обръщения на „Ви“ и „ти“, титли, класови форми и сложни езикови форми.
В някои култури има разлика в езика базирана на пола, към който се обръщаш.. В няколко езика на Източна Азия, например Тайланд и Бирма, различни думи се използват в зависимост дали се говори с някой от по-висок или по-нисък ранг. Много езици имат специални начини на говорене на бебета и деца. Някои езици изискват различни начини на говорене за различни социални класи и често такава система се основава на различията между половете, като в японски и коасати.

## Култура, начин на поведение и религия
Религията и начинът на поведение са много често тясно свързани с понятието култура. Религията определя поведението, например десетте Божи заповеди в християнството или петте предписания на будизма. Моралните ценности в едно общество до голяма степен се определят от религиозните вярвания. Формата на религията е културата. И двете – религия и култура в основата си представляват правила, норми, вярвания, ценности и начин на поведение, установени исторически в дадено общество. За тяхното развитие спомагат и традициите и езикът. Така например западните цивилизации са традиционно по-индивидуалистични от източните.
Всеки религиозен език, в това число и езикът на Библията, е резултат от културното творчество и наследство на дадена нация. Духовният живот на един човек с всички негови функции и разнообразие се определя и основава на способността му да твори. Езикът е израз на свободата на човека да твори и му предоставя възможности да създава нови идеи и светове. Обратното също е вярно. Развитието на идеите и световете усъвършенства езика. Езикът е динамична форма и търпи развитие. Религиозният език – това е обикновеният език, изменен под влиянието на реалността, което отразява. Неговият изказ може да бъде повествователен, пророчески, поетичен или литургичен.

## Култура, мироглед и възпитание
По време на Романтизма, учените в Германия, интересуващи се от националните движения и обединяването на отделните княжества, формулират понятието култура като мироглед, светоглед. Това определение на културата обаче все още съхранява различията между „цивилизованата“ култура и културата на племената или „примитивната“ култура.
В края на XIX век понятието култура е разширено от антрополозите така че да включва и други общества. Въз основа на теорията на еволюцията, започва да се счита, че културата е естествено следствие от определението на процеса на човешкото развитие. Тези теории водят до противопоставянето на понятията „човешка природа“ и „възпитание“. В същото време обаче, те показват нежелание да се разглежда биологичната еволюция за илюстриране на разликите между специфични култури – подход, който по-късно води до различни форми на расизъм. Антрополозите твърдят, че в хода на своята еволюция, човекът разработва единна система за получаване и прилагане на знания, както и способността да ги предават на други хора под формата на абстрактни символи. След като човешките индивиди изучават такива символични системи, тези системи започват да се развиват независимо от биологичната еволюция (с други думи, един човек може да придобие знанията на друг, дори ако те не са свързани биологично). Така се разширява спора за „човешката природа“ и „възпитанието/образованието“. Клифорд Гиртз и някои други твърдят, че човешката физиология и мислене се развиват като резултат от първите културни дейности, а Мидълтън стига до заключението, че човешките „инстинкти са формирани от културата“. Днес антропологията не разглежда културата като продукт и следствие на биологичната революция, а като главен механизъм за адаптация към средата т.е. културата търпи развитие и е процес на адаптация към изменящия се външен свят.
Днес учените считат, че елементите на културата не бива да се разглеждат само в собствените им рамки, а в широки взаимоотношения с различните култури. На елементите на културата силно влияние оказва миграцията на хората. Явление като колониална експанзия и масова миграция, включително под формата на търговия с роби, е значим фактор в различните култури. В резултат на това някои общества придобиват значителна нееднородност, което води до появата на субкултури и мултикултурализъм. Развитието на доктрината на мултикултурализма съвпада с движението за самоидентичност, което изисква признаването на културната уникалност на социалните подгрупи.

## Култура и природа
Взаимодействието между култура и природа е един от най-важните проблеми, изучавани от културологията.
Марк Порций Катон Стари въвежда в древността понятието култура във връзка с подобряването на обработването на земята. В този смисъл разбирането на културата представлява сътрудничество на човека с природата, направлявано от взаимна полза. При това сътрудничество човек приема от природата нейната материална съставка, черпи мисли, учи се и в отговор обогатява природата с творчеството на своя труд, придава ѝ одухотворение. Действията, които засягат разрушение на природата не може да не окажат разрушително вличние и върху хората, които живеят в нея. Връзката е двупосочна. Такива действия не са в резултат на висша съзнателна дейност, а културата се проявява само при наличието на такава.
Съвременното нерядко срещащо се противопоставяне на култура и природа е възможно само при допускане за отделно, несвързано съществуване на човека от природата и отъжествяване на културата с градския начин на живот, който понякога се счита за синоним на цивилизация. Не е трудно обаче да се намерят примери от градския начин на живот, които не биха могли да се отнесат към областта на културата и дори са пример за упадък на културата или нейната пълна липса. Такива идеи споделят Николай Бердяев и Николай Рьорих.
Не е трудно човек да се убеди, че отделянето на човека от принципите на разумно съжителство с природата води до упадък на натрупаното културно наследство, а след това и до упадък на самата човешка цивилизация.

## Културни процеси и промени
Културна иновация означава всяко нововъведение, което е полезно за група от хора и изразява тяхното поведение. Човечеството е в глобален период на „акселерирана културна промяна“, предизвикана от експанзията на международната търговия, средствата за масова информация и преди всичко прираста на населението наред с други фактори.
Така че културите са вътрешно повлияни едновременно от сили, които окуражават промяната и сили, които я ограничават. Тези два типа сили са свързани със социалните структури и естествени събития, и са включени в запазването на културните идеи от една страна, както и практики в настоящите структури, които сами по себе си са предмет на промяна.
Социалните конфликти и развитието на технологиите може да доведе до промени в едно общество като следствие от промяната на социалната динамика и насърчаването на нови културни модели. Тези социални размествания може да се придружават от идеологически и други видове културни промени. Условията на околната среда може също да се включат като фактори. Например, след като тропическите гори се появяват отново в края на последния ледников период, подходящи условия и растения водят до създаването на селското стопанство, което от своя страна води до много културни нововъведения и промени в социалната динамика.
Различните социални конфликти са от огромно значение за културата. Войните или конкуренцията за ресурси могат да повлияят на технологичното развитие или социалната динамика. Освен това културните идеи може да се прехвърлят от едно общество към друго чрез дифузия или акултурация. При дифузията формата на нещо се движи от една култура към друга. Елемент от една култура води до изобретение или разпространение в друга. „Директното заемане“ се отнася до технологична или материална дифузия от една култура към друга. Изследователският модел се основава на информацията за това защо и кога лица и култури приемат нови идеи, практики и продукти. Акултурацията има различни значения, но е предимно процес на взаимно влияние на култури, обмен на културни особености, приемането на културата на един народ (частично или пълно) от друг народ. Не бива да се бърка с културна асимилация, при която единият от народите напълно губи своя език и култура при контакта си с друг народ. В същото време акултурацията може да бъде първата стъпка към асимилацията.
Енкултурацията е процес, при който човек научава изискванията на културата, с която е заобиколен, и придобива ценности и поведения, които са подходящи или необходими за тази култура. Влиянията, които ограничават, насочват или оформят индивида, включват родители, роднини, приятели и познати. Резултатът от енкултурацията е езикова компетентност и научаване стойностите и ритуалите на дадената култура. Енкултурацията може да бъде принудена и непринудена, формална и неформална.